# Rodelas
Rodelas är en kommun i Brasilien.   Den ligger i delstaten Bahia, i den östra delen av landet, 1 300 km nordost om huvudstaden Brasília. Antalet invånare är 7 779.
Runt Rodelas är det glesbefolkat, med 12 invånare per kvadratkilometer.